# Anomodon longisetus
Anomodon longisetus là một loài rêu trong họ Thuidiaceae. Loài này được (Hook.) Fürnr. mô tả khoa học đầu tiên năm 1829.